# Chodota
Chodota – wzmiankowany w Pouczeniu Włodzimierza Monomacha wódz Wiatyczów. Zgodnie z przekazem źródłowym, przez dwie zimy, w 1081 i 1083 roku, Włodzimierz Monomach wyprawiał się na Chodotę i jego syna.
Chodota nie jest tytułowany w Pouczeniu kniaziem, co wskazuje, że przypuszczalnie nie było to imię własne, lecz nazwa jakiejś funkcji plemiennej. Wskazuje się na podobieństwo do starobułgarskiego terminu chodataj – „przełożony, opiekun”.